# Arcas
|  | Per a altres significats, vegeu «Arcas (desambiguació)». |

Arcas (nom occità; el nom oficial francès és Arques) és una vila del departament de l'Aude (França), al districte de Limós, dins el cantó de Coisan, amb més de dos-cents habitants, situat en uns turons a les portes de les Corberes, a uns 350 metres d'alçada. El terme té unes 2.000 hectàrees. Té una església dedicada a Sant Joan Baptista. Prop de la vila es troba un magnífic castell construït entre 1280 i 1310. Una zona arbrada anomenada l'Arborètum del Planel, creada el 1933, i que serveix per a passejar, recull gran varietat d'espècies locals i de fora. Prop del poble hi ha l'estany d'Arcas, on es pesquen truites, d'uns 80.000 metres quadrats de superfície. La principal explotació forestal és la del bosc de Réalsesse.
Arcas es deia antigament Villa de Arquis o Vallem de Arquis. Fou conquerida per Simó de Montfort durant la Guerra dels Albigesos, junt amb Termes, el castell de Costauçan i la vila de Coisan; Arcas fou donada a Pere de Voisins, lloctinent de Simó, que el 1265 va exercir una repressió ferotge a la vila. Gerard de Voisins, cap al 1340, impedia als habitants de vendre el producte de les vinyes fins que ell no hagués venut les seves, però el senescal de Carcassona els va donar suport. Va pertànyer a la família dels Voisins fins al 1518, quan per matrimoni de l'hereva del darrer dels Voisins amb Joan de Joyeuse, duc de Joyeuse, va passar a aquesta família. El 1575 el castell va ser malmès pels hugonots. Al segle xviii la baronia d'Arcas va ser venuda al baró de Rébé i els habitants es van sostreure poc després dels delmes a què estaven sotmesos. El nom d'Arcas és testimoniat el 1538 i des de 1781 porta el nom francès d'Arques.
La vila és ell lloc de naixement de Déodat Roché, historiador, erudit del catarisme i anomenat l'últim «papa càtar».